# Втрати батальйону «Свобода»

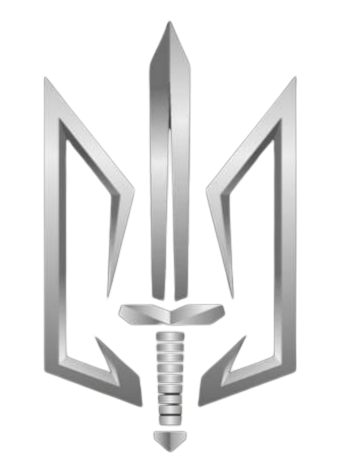

Таблиця втрат батальйону «Свобода» створена за наявними відкритими джерелами та не може вважатися повною.

## 2022
- Горовий Юрій Олександрович «Ево» (23.02.1988 — 28.04.2022) [1]
- Літвінов Максим Анатолійович «Льова» (17.01.1996 — 28.04.2022) [1]
- Єфімчук Олександр Михайлович «Єфім» (15.05.1994 — 5.05.2022) [1]
- Коновалов Олександр Сергійович «Серпень» (13.08.1989 — 10.05.2022) [1]
- Ярмоленко Віктор Васильович «Яр» (02.01.1976 — 10.05.2022) [1]
- Тишкевич Юрій Миколайович (9.12.1981 — 24.05.2022) [1]
- Косько Олександр Васильович «Професор» (03.08.1984 — 24.05.2022) [1]
- Аніканов Тимофій Вікторович «Техно» (18.04.1980 — 24.05.2022) [1]
- Шевчук Роман Володимирович «Шизік» (6.03.1978 — 31.05.2022) [1]
- Жержевський Сергій «Жорж» (24.12.1987 — 6.06.2022) [1]
- Брацлавський Олександр Дмитрович «Батя» (10.04.1971 — 5.06.2022) [1]
- Кривуля Сергій Олександрович «Кардан» (14.02.1989 — 13.06.2022)[2]
- Андрійчук Володимир «Бармен» (10.03.1990 — 18.06.2022) [1]
- Обломей Семен Олександрович «Сем» (13.06.2000 — 21.06.2022)[3]
- Добровольський Іван Павлович «Тигр» (20.01.1998 — 21.06.2022)[4]
- Олійник Максим В'ячеславович «Мінор» (19.03.2001 — 10.08.2022)[5][6][7][8][9][2]
- Губанов Андрій Володимирович «Привид» (08.06.1988 — 10.08.2022) [2]
- Бахтов Андрій Григорович «Тихий» (9.05.1975 — 10.08.2022)[10]
- Гібалюк Юрій Олександрович «Фін» 20.04.1972 — 13.08.2022)[2]
- Михайловський Іван Петрович «Ствол» (27.01.1992 — 13.08.2022)[2]
- Морозов Олег Олегович «Геша» (29.06.1974 — 08.11.2022) [2]
- Кобзар Євген Євгенович «Калібан» 17.07.1990 — 08.11.2022)[11][3]
- Самойленко Олександр Анатолійович «Соломон» (18.04.1983 — 09.11.2022) [12]
- Сердюк Олександр Володимирович «Прилуки» (13.09.1981 — 10.11.2022) [12]
- Кривенко Віталій Валерійович «Хеппі» (03.09.1997 — 10.11.2022) [12]
- Фурман Микола Віталійович «Штурман» (07.03.1990 — 10.11.2022)[13]
- Асмаковський Микола Михайлович «Морті» (02.01.1997 — 11.11.2022) [12]
- Шиян Андрій «Гора» (17.05.1996 — 12.11.2022) [2]
- Мороз Іван Богданович «Самозванець» (17.10.1992 — 15.11.2022) [12]
- Хлуп'янець Вадим Васильович «Магнум» (04.06.1996 — 15.11.2022)[3]
- Сиволап Василь Ігорович «Сів» (29.12.1989 — 15.11.2022) [3]
- Дзюба Валентин Іванович «Калина» (29.07.1977 — 01.12.2022)[14][3]
- Синякевич Костянтин «Компас» (04.07.1970 — 23.12.2022) [12]
- Поліщук Олександр «Альпініст» (06.01.1977 — зник безвісти 23.12.2022)[15]
- Дубовик Олександр Сергійович «Партизан» (11.09.1988 — 23.12.2022)[16]

## 2023
- Галатюк Вадим Ростиславович «Вейн» (21.10.1981 — 14.01.2023)[17]
- Дяченко Андрій Валерійович «Морфей» (16.12.1984 — 16.01.2023)[18]
- Жмур Олександр Віталійович «Вікі» 29.07.2003 – 09.06.2023 [19]
- Чорномаз Роман Богданович «Корсар» 11.05.1976 – 13.06.2023 [19]
- Венглінський Андрій Віталійович «Тактік» 05.03.1983 – 13.06.2023 [19]
- Григорчук Андрій Іванович «Фантом» 17.04.1981 – 13.06.2023 [19]

- Вигівський Богдан Володимирович («Водолій») 1 серпня 1995 — 3 липня 2023 [20]
- Мозульов Олексій Сергійович («Двушка») 3 червня 1984 — 3 липня 2023 [21]
- Абрамов Сергій Володимирович («Абрам»). 28 червня 1977 — 3 липня 2023 [22]
- Руденко Олексій Григорович («Лисий»). 18 березня 1987 — 8 липня 2023 [23]
- Заверей Андрій Андрійович «Звір» 07.06.1992 – 07.08.2023 [19]

- Кращенко Сергій Миколайович, позивний «Красавчик» 07.06.2000 – 06.09.2023 [19]

- Олійник Олег Миколайович, позивний «Парєньок» 10.08.1986 – 15.09.2023 [19]

- Марковець Станіслав Миколайович «Сява» 04.11.1974 – 25.09.2023 [19]

- Чернуха Владислав Вʼячеславович, позивний «Ярий» 05.08.1999 – 14.10.2023 [19]

- Надточей Євген Іванович, позивний «Хомяк» 30.04.1991 – 22.11.2023 [19]

- Лагода Євген Ігорьович, позивний «Жека» 27.12.1978 – 22.11.2023 [19]

- Дзюбка Олексій Миколайович, позивний «Серпень» 20.08.1982 – 18.12.2023 [19]

- Кулінський Сергій Іванович«Ювелір» 21.01.1979 – 27.12.2023 [19]

- Голуб Роман Миронович («Крафтер») (11.02.1997 – 30.12.2023) [19]

## 2024
- Коваленко Олег Анатолійович «Коваль» (12.06.1974 — 13.01.2024)[19]
- Дмитренко Сергій Володимирович «Шайтан» (02.10.1985 — 18.01.2024)[19]
- Баканов Антон Ігорович «Алабай» (10.09.1980 — 28.01.2024)[19]
- Любецький Дмитро Анатолійович «Інженер» (23.10.1977 — 27.03.2024)[19]
- Білюк Даниіл Сергійович «Тамплієр» (29.09.2002 — 30.04.2024)[24] 4 батальйон «Сила Свободи»
- Гулак Олексій Анатолійович «Мілєс" (30.04.1987 — 30.04.2024)[19]
- Логінов Микола «Старий» (28.04.1988 — 28.06.2024) [25]
- Маукшинський Юрій «Макуха» (31.08.1981 – 22.07.2024) [26]
- Аверкін Дмитро Вячеславович «Кроп» (18.02.1991 – 21.09.2024) [26]
- Особа Василь Васильович (24.05.1989 — 06.10.2024). Старший солдат, мінометник. Загинув на Сіверському напрямку[27][28][29][30][31][32][33].
- Задарій Роман Володимирович «Хижак» (11.02.1993 – 10.10.2024) [34]
- Малецький Андрій Романович «Каратель» (12.12.2002 — 22.10.2024) [26]
- Самусенко Олег Миколайович «Кащей» (15.10.1981 — 22.10.2024) [26]
- Дубровський Олександр Сергійович «Каптер» (04.07.1972 – 02.11.2024) [26]
- Петренко Василь Іванович «Ваха» (05.11.1989 – 11.12.2024) [26]

## 2025
- Іщук Юрій Миколайович «Фермер» (10.01.1977 – 22.03.2025) [34]
- Коваленко Нікіта Вячеславович «Стіч» (07.10.1997 – 25.03.2025) [34]
- Паращук Віктор Григорович «Їжачок» (29.09.1983 – 07.04.2025) [34]
- Кладієнко Олександр Іванович «Дядя Саша» (01.09.1967 – 14.04.2025) [34][35]